# White American
White American – amerykańska rasa kury domowej. Hodowana także w Polsce.
Rasa wykorzystywana przede wszystkim do krzyżówek w linii męskiej. Charakteryzuje się mocną budową, nieco jednak delikatniejszą od Cornishów. Masa osobnika dorosłego dochodzi do: 3,7 kg (kury) i 4,8 kg (koguty).